# Gaál Ida
Gaál Ida (szlovákul Ida Gaálová; Érsekújvár, 1948. november 10. –) művészettörténész, néprajzkutató, muzeológus.

## Élete
Textilipari szakközépiskolát végzett Liptószentmiklóson. 1974-ben végzett a brünni Purkyně Egyetem néprajz–művészettörténet szakán. 1973–1991 között a komáromi Duna Menti Múzeum néprajzkutatója, 1992-től művészettörténésze, 1999–2004 között igazgatóhelyettese.
A 20. századi szlovákiai magyar képző- és fotóművészettel, valamint Komárom művészettörténetével foglalkozik. Múzeumi tevékenységének fontos területe a képzőművészeti kiállítások szervezése és kiállítási katalógusok szerkesztése. A Concordia Chorus tagja. 2023-ban a Magyar Néprajzi Társaság külföldi tiszteleti tagja lett.

## Művei
- Spracovanie konopi na juhozápadnom Slovensku. Komárno, Oblastné podunajské muzeum. December 1983–april 1984. Sprievodca k výstave / Kenderfeldolgozás Délnyugat-Szlovákiában; szlovákra ford. Szanyi Mária; Oblastné podunajské muzeum, Komárno, 1984
- Népviselet. Módszertani segédanyag hagyományőrző csoportok és együttesek számára / Metodická príručka pre prácu folklórnych súborov a skupín; összeáll. Ida Gaálová, szlovákra ford. Fehérváryová Magda; JMK, Komárno, 1989
- Komáromi képzőművészek '95. In: Új Forrás 1995/8.
- Komárom művészete a két világháború között. In: „Külön világban és külön időben” (2001)
- Vzdelávanie etnických menšín na Slovensku na prelome štyridsiatych a päťdesiatych rokov 20 storočia. In: Acta historica Neosoliensia 4, 2001, 75-86.
- Hudba vo výtvarnom umení. Výstava na počesť 250. výročia narodenia W. A. Mozarta a 125. výročia narodenia Bélu Bartóka. Galéria Csemadok, Komárno, 8. dec. 2006–10. jan. 2007 / Zene a képzőművészetben. Kiállítás W. A. Mozart születésének 250. és Bartók Béla 125. évfordulója tiszteletére; kurátor Ida Gaálová; K.ART.E, Komárom, 2006